# Kampichl
Kampichl (früher auch Kompichel) ist eine Ortschaft in der Gemeinde Zöbern im Bezirk Neunkirchen in Niederösterreich. Die Ortschaft hat 236 Einwohner (Stand 1. Jänner 2024).

## Geografie
Das Streusiedlung nördlich von Zöbern erstreckt sich über mehrere Quadratkilometer und besteht aus zahlreichen Gehöften und Einzellagen sowie der Rotte Kirchschlagl ganz im Norden und der Streusiedlung der Zöberner Au im Osten. Erwähnenswert ist auch das Hotel Czerwenka östlich vom Fuchsenriegel (813 m ü. A.).

## Geschichte
Die 77 hier lebenden Familien widmeten sich laut Schweickhardt ganz dem Ackerbau und der Viehzucht. Das Adressbuch von Österreich nennt im Jahr 1938 in Kampichl einen Maurermeister, einen Schneider und eine Schneiderin, zwei Schuster, einen Tischler, zwei Wagner und zahlreiche Landwirte.